# Bulbophyllum gracilipes
Bulbophyllum gracilipes är en orkidéart som beskrevs av George King och Robert Pantling. Bulbophyllum gracilipes ingår i släktet Bulbophyllum och familjen orkidéer. Inga underarter finns listade i Catalogue of Life.